# Шайозеро
Шайозеро — озеро на территории Валдайского сельского поселения Сегежского района Республики Карелии.

## Общие сведения
Площадь озера — 1,8 км². Располагается на высоте 130,2 метров над уровнем моря.
Форма озера лопастная. Берега изрезанные, каменисто-песчаные, преимущественно возвышенные, местами заболоченные.
Из северо-восточной оконечности озера вытекает Шайручей, впадающий в Нелозеро, через которое протекает река Коросозерка. Далее Коросозерка, протекая через Коросозеро, впадает в Пулозеро. Через Пулозеро протекает река Сума, впадающая в Онежскую губу Белого моря (Поморский берег).
В озере расположены три небольших безымянных острова.
С юго-запада от озера проходит дорога местного значения 86К-310 («Надвоицы — Полга — Валдай — Вожмозеро»).
Код объекта в государственном водном реестре — 02020001411102000008950.